# Carville-Pot-de-Fer
Carville-Pot-de-Fer is een gemeente in het Franse departement Seine-Maritime (regio Normandië) en telt 98 inwoners (2009). De plaats maakt deel uit van het arrondissement Le Havre.

## Geografie
De oppervlakte van Carville-Pot-de-Fer bedraagt 5,4 km², de bevolkingsdichtheid is dus 18,1 inwoners per km².
De onderstaande kaart toont de ligging van Carville-Pot-de-Fer met de belangrijkste infrastructuur en aangrenzende gemeenten.

## Demografie
Onderstaande figuur toont het verloop van het inwonertal (bron: INSEE-tellingen).